# Thomás Grob
Thomás Alexander Grob Urzúa (* 11. Januar 1977 in Santiago de Chile) ist ein ehemaliger chilenischer Skirennläufer.

## Karriere
Grob gab sein internationales Renndebüt bei den Juniorenweltmeisterschaften 1993 in Monte Campione/Colere, wobei er mit Rang 34 in der Alpinen Kombination seine beste Platzierung erreichte.
In den darauffolgenden Jahren startete er hauptsächlich im South American Cup sowie bei FIS bzw. Citizenrennen in Europa. Am 27. Januar 1996 gab Grob beim Slalom von Sestriere sein Weltcupdebüt, wobei im ersten Durchgang bereits ausschied. Wenige Wochen später nahm er erstmals an Alpinen Skiweltmeisterschaften teil. Bei den Wettkämpfen in der Sierra Nevada erreichte er als bestes Ergebnis den 36. Platz in der Alpinen Kombination.
1998 nahm Grob zum ersten und einzigen Mal an Olympischen Winterspielen teil. In Nagano erreichte er mit Platz 11 in der Alpinen Kombination nicht nur sein persönlich bestes Ergebnis bei einem internationalen Großereignis, sondern gleichzeitig auch das beste Ergebnis eines chilenischen Sportlers bei Olympischen Winterspielen.
Am 1. August 1999 gewann Grob sein einziges Rennen auf kontinentaler Ebene, den Riesenslalom von Chapelco im Rahmen des South American Cups.
An die Leistung von Nagano konnte Grob jedoch im weiteren Verlauf seiner Karriere nicht mehr anschließen. So nahm er lediglich noch einziges Mal an einem internationalen Großereignis, den Weltmeisterschaften 1999, teil, wobei er ohne Platzierung blieb. In den letzten Jahren seiner Karriere startete er hauptsächlich im South American Cup. Sein letztes internationales Rennen bestritt er am 15. August 2004 am Cerro Catedral, danach ist er nicht mehr als Sportler in Erscheinung getreten.

## Privates
Seine Brüder Duncan und Rainer Grob waren ebenfalls als Skirennläufer aktiv.

## Erfolge

### Olympische Winterspiele
- Nagano 1998: 11. Alpine Kombination

### Weltmeisterschaften
- Sierra Nevada 1996: 36. Alpine Kombination, 56. Super-G, 60. Abfahrt
- Vail/Beaver Creek 1999: DNF Super-G

### Juniorenweltmeisterschaften
- Monte Campione/Colere 1993: 34. Alpine Kombination, 63. Slalom, 75. Abfahrt, 77. Riesenslalom
- Hoch-Ybrig 1996: 40. Riesenslalom, 42. Abfahrt, 45. Super-G, DNF Slalom

### South American Cup
- 8 Podestplätze, davon ein Sieg

| Datum          | Ort      | Land        | Disziplin    |
| -------------- | -------- | ----------- | ------------ |
| 1. August 1999 | Chapelco | Argentinien | Riesenslalom |

### Universiade
- Poprad Tatry 1999: 31. Super-G, DSQ Abfahrt, DSQ Riesenslalom
- Tarvis 2003: 15. Super-G

### Weitere Erfolge
- Chilenischer Meister im Riesenslalom (1997, 1998, 2003)
- Chilenischer Meister im Slalom (1998, 2001)
- Chilenischer Vizemeister im Super-G (1995)
- Chilenischer Vizemeister im Slalom (1994)
- 2 Siege bei FIS-Rennen